# 空飛ぶモンティ・パイソン
『空飛ぶモンティ・パイソン』（そらとぶモンティ・パイソン、英: Monty Python's Flying Circus、ただし第4（最終）シリーズでは Monty Python のみ)は、1969年から1974年までイギリスのテレビ局 BBC が製作・放送したコメディ番組である。イギリスのコメディグループモンティ・パイソンがグループとして制作した初の作品である。

## 概要
同時代の事件や哲学に敏感に反応するとともに、同性愛や民族・宗教上の差異を扱ったきわどいネタも多く、そのナンセンスさと毒の強さは以後コメディにとどまらず多くの欧米文化に影響を与えた。特に本国イギリスではコメディ番組の時代毎の傾向を（それ以前にもそれ以降にも様々なコメディ番組を輩出したにも拘らず）「パイソン放送以前」（Pre-Python 1969年以前）・「パイソン放送当時」（On-Python 1969年 - 1974年）・「パイソン放送以後」（Post-Python 1975年以降）とカテゴライズするところからも如何にこの番組が英国コメディ番組史に多大な影響と衝撃を与えたかが読み取れる。
また、BBCが公共放送であるにもかかわらず、王室の関係者や政治家の映像、マーガレット王女のぬいぐるみなどをあまり敬意を払わないような使い方でコントに用いることもあった。
番組のオープニングテーマはアメリカの作曲家ジョン・フィリップ・スーザの「自由の鐘」をアレンジ（BBCのスポーツ番組のテーマに使われていたのを転用）したものである。また、オープニングアニメの最後に空から落ちてくる巨大な足のビジュアル・イメージは強烈で、パイソンズのトレードマークとしてしばしば使用される。
モンティ・パイソンの6人が出演しているが、第4シリーズ（最終）ではジョン・クリーズが参加しなかった。その理由として夫婦で関わっていたフォルティ・タワーズが影響していたと考えられる。彼は第2シリーズの後半あたりですでに番組に飽きており、第3シリーズでの出演も半ば義理のようなものだった。第3シリーズの彼は『チーズショップ』のほかは数えるほどしかスケッチを執筆していないが、第4シリーズの時はいくつかのスケッチを提供している（そのため、「脚本」のところに彼の名前がクレジットされている）。手薄になった出演者陣を埋めるためか、アニメーション担当のテリー・ギリアム自身の出演が増えた。
また、西ドイツ向けに特番『空飛ぶモンティ・パイソン ドイツ版』も製作されている。
日本では1976年から1977年にテレビ放映されている。

## タイトルの意味
当初番組のタイトルはなかなか決まらなかった。タイトル案は『カナダはどっちだ？』や『フクロウの柔軟体操の時間』などシリーズのサブタイトルにされたものや、『コーンフレークという名のショーはなし』、『ザ・プラスチック・マック・ショー』などといったわけのわからないものばかりだった。
そんな中、本番組をプロデュースすることとなるBBCのプロデューサー、バリー・トゥックは本番組の企画を何としてでも突き通そうとしたため局内での悪評が立ち、やがて番組の企画が皮肉交じりに『トゥック男爵のフライング・サーカス』と呼ばれるようになった。
結果、BBCは番組名を『フライング・サーカス』にするようパイソンズに命令、パイソンズは『～フライング・サーカス』の上の部分を考え、みんなで案を出し合っているうちに『モンティ・パイソンズ～』というアイデアが出、それに決定した。因みに、マイケル・ペイリンは女性雑誌の中から見つけた実在の女性の名前から採った『グゥエン・ディブリーズ～』にしようと考えていた。相当気に入っていたのか、ペイリンは実際の放送の中にも「ディブリー」という名前（または地名）を度々登場させた。

## BBCとの対立
彼らの番組はその内容の過激さからBBCの一番の検閲対象となった。初めは彼らが無名だったためBBCもあまり気にはしていなかったのだが（BBCは初回の台本さえ読まなかった）、内容の危なさが分かったころ、しつこく検閲をするようになっていた（第1シリーズの第4話の放送が10月26日、第5話が11月16日と間が空いているのは、BBCが一時検閲のため放送を中止したのが原因）。
第2シリーズ第6話では、アニメ中の「王子はガンで死んでしまいました」というセリフが、再放送時に「ガン」を「壊疽」に差し替えられた（しかも、オリジナルが女性のナレーションだったのに、BBCはその上に男性のナレーションを重ねてしまった）。もっとも有名な検閲は、第3シリーズ第5話の最初のスケッチ、『オール・イングランド　プルースト要約選手権』において、「趣味は、動物の首をしめることと、ゴルフと、そして、マスターベーション。」というセリフがあり、ナレーターが「あまりいい趣味ではありませんね。…この辺ではあまりゴルフは人気がありません。」と続けるシーン。BBCは、この「マスターベーション」の部分の音声を消してしまった（そのため視聴者は、「趣味はゴルフ…」でなぜ画面のバックで笑いが起こるのか分からなかった）。また、第3シリーズ第10話では3本のスケッチを丸々カット、他のエピソード用だったスケッチで穴埋めされた。第3シリーズ第12話では、最初のスケッチ『保守党になり代わっての政見放送』を再放送時に丸々カットした（このスケッチは、『40thアニバーサリーBOX』に特典映像として収録されている）。
彼らが自ら規制した稀有な例もある。ジョン・クリーズは再放送時、「キリストが電信柱の十字部分に縛り付けられている」というギリアムのアニメをカットした。また、クリーズは第3シリーズ第10話の検閲に賛成するなど保守的なBBC寄りであった。

## 本放送
第1シリーズ（全13話）
1969年10月5日 - 1970年1月11日 日曜22時50分～　BBC1
記念すべき第1シリーズは、イッツマンの「イッツ…（日本語吹き替え版では「見せて…」）」という台詞で始まる。もともと無名の若手に好きなことをやらせてみようという深夜の実験番組だっただけに、誰もが注目していなかった、吹けば飛ぶような存在の番組だった。その第1シリーズは「道行く人へのインタビュー」、「番組への苦情の手紙」等のスケッチをリンク（つなぎ）するシークエンスが多用されており、もっとも論理を重視したスケッチが多い。また、メンバー同士が仕事を始めたばかりでお互いに敬意を表していたこともあり、全シリーズ中もっとも丁寧につくられ、落ち着いたものとなっている。
第2シリーズ（全13話）
1970年9月15日 - 1970年12月21日 火曜22時10分～ BBC1
第1シリーズの成功を受けて放送時間帯が深夜からプライムタイムに昇格した第2シリーズは、「アンド・ナウ…（日本語吹き替え版では「それでは…」）」という台詞で始まる。全シリーズでもっとも「構成の妙」が映えている。シャープで無駄のない編集と、広範囲に及ぶネタの種類、そのあたりが「シリーズ最高傑作」と評される所以である。前のスケッチを後で蒸し返したり、意味もなく新しいキャラクターが登場したりする自由すぎる構成はこのシリーズの特徴であり、一番の醍醐味でもある。そろそろ気心のしれてきたメンバー同士で確執も出てきたが、番組のクオリティは落ちることはなかった。第2シリーズは、そんな挑戦的でたたみかけるようなネタの数々によって、（お約束のギャグも交えながらも）一番奇想天外なシリーズとなっている。
第3シリーズ（全13話）
1972年10月19日 - 1972年1月18日 木曜22時15分～ BBC1
第3シリーズは、裸のオルガン奏者によるオルガン演奏で始まる。そろそろ番組がマンネリ化してきたころで、クリーズは飽きてほとんど台本を書かなくなってしまった。慢性のアイデア不足やペイリンとジョーンズが実験作（『サイクリング・ツアー』がいい例である）を書き始めたこともあり、第3シリーズは「知的な笑い」よりも「ショックの笑い（サプライズ）」を中心とした構成となっている。また、番組の予算が増えたため、よりスケールの大きなロケーションが可能になり、「ジョールの武勇伝」などの壮大なスケッチの制作が可能となった。しかし、番組が有名になるごとにBBCの介入も増えていき、第3シリーズはその検閲による攻撃をかわしながら制作されていた。
第4シリーズ（全6話）
1974年10月31日 - 1974年12月5日 木曜21時00分～ BBC2
（ただしタイトルは『Monty Python』に変更）
全6話という異例の短さで終わった第4シリーズでは、ジョン・クリーズが番組を降板、その余波もあってタイトルからも「フライング・サーカス」が外された。このシリーズも第3シリーズの延長線上にあり、ビジュアル系ギャグが大半を占めている。クリーズが抜けたこともあってか全シリーズ中もっとも出来・不出来のムラの大きい第4シリーズも、実験作が多く、第2話、第5話で30分を一つの話にするスタイルをとったりと、従来のパターンを踏み出した作風となっている。

## 出演者と日本語吹き替え

### モンティ・パイソン
- グレアム・チャップマン：山田康雄
- ジョン・クリーズ：近石真介（第2回まで）→納谷悟朗（第3回 - ）
- テリー・ギリアム：古川登志夫
- エリック・アイドル：広川太一郎
- テリー・ジョーンズ：飯塚昭三
- マイケル・ペイリン：青野武

### その他の出演者
- キャロル・クリーヴランド - 松金よね子（東京12チャンネル版）→小宮和枝（ポニーキャニオン版VHSvol.8）

## スケッチ
『空飛ぶモンティ・パイソン』はいくつかの短いスケッチ（コント）で構成されることが多い。特徴として、それまでのコメディ番組にあった司会進行役を排し、それらの短いスケッチ（やテリー・ギリアム作のアニメーション）を巧みに繋ぎ合わせ、番組の流れを止めることなくテンポ良く展開していくところにある。しかもリンク（つなぎ）する、という前提で作られていることもあり、一つ一つのスケッチは意図的にパンチライン（オチ）を排した形のものがほとんどである。

### 有名なスケッチ
殺人ジョーク（英: Killer joke）
第1シリーズの第1話に登場する、初の大当たりスケッチ。第二次世界大戦中に「世界一面白いジョーク」が作成された。これを聞いた者はみな笑い死にしてしまう。このジョークをイギリス陸軍はドイツ語に（翻訳者が死亡する危険があるため一人あたり一語までと制限した上で）翻訳。ナチスドイツ軍に対して使用し、ついにはイギリスを戦勝国へと導く。
本スケッチにおける「ドイツ語版殺人ジョーク」とは、デタラメにドイツ語を並べただけのものである。
ナッジ・ナッジ（英: nudge nudge）
第1シリーズ第3話。アイドル演じる労働者階級の男（Mr.ナッジ）が、パブで隣に座っていた中流階級の男（ジョーンズ）を肘で「ちょんちょん（nudge nudge）」とつっつきながら卑猥な話題を振ってくるスケッチ。このMr.ナッジは、その後も度々番組に登場している。
「nudge nudge」の意味は、「注意を引くために肘で突っつくこと」であり、「ちょんちょん」というその的を射た訳は、日本語に吹き替えた際の広川太一郎の名アドリブとして知られている。
自転車修理マン
第1シリーズ第3話。スーパーマンだらけのイギリスで活躍する自転車修理マンになれるF・G・スーパーマン（ペイリン）の活躍を描いたスケッチ。わざとらしいアメリカ英語や大げさなリアクション、アメリカ人の過剰とも言える反共思想、超人的な能力を持ちながらも自転車修理はできない（知識はあるが生活力がない）アメリカ人をおもしろおかしく風刺している。
死んだオウム（英: Dead Parrot）
第1シリーズ第8話。死んだオウムをペット屋で交換してもらう話。オウムが死んでいることをなかなか認めない店員（マイケル・ペイリン）に客（ジョン・クリーズ）がこのオウムが既に死亡している事を長々と説明する場面が有名。
ジョン・クリーズが、このスケッチを創作したグレアム・チャップマンの葬儀の際にこの場面を引用。
ペイリンが実際に会った、自分の非を認めない中古車ディーラーの実話を元に作られた。
ランバージャック（英: Lumberjack Song）
第1シリーズ第9話。前のスケッチの後に、愚痴りながら「本当は木こりになりたかった」というセリフから衣服を脱いですでに下着としてスタンバイしていた木こり（ランバージャック）の衣装に着替え、赤松などの樹木の名前の羅列、木こりの仕事の素晴らしさを歌詞にして歌い出す。背景と共にカナダ森林警備隊の服を着たコーラス隊が現れ、短いフレーズに区切られた歌にコーラスを付ける。最後には木こりから「女装が趣味で他の男を漁る」「ママみたいなきれいな女性になるのが夢」等という歌詞にコーラス隊が呆れ、木こりに抱かれる恋人が泣きながら去る。
ヒトラーのいる民宿
第1シリーズ第12話。サマセット州マインヘッドの民宿に交通事情オタクの男（アイドル）とその妻がやって来る。2人を歓迎した女主人（ジョーンズ）は他の宿泊客を紹介するが、その中にスターリングラードの地図を広げ作戦を練る3人、イギリス人ヒルターと名乗るアドルフ・ヒトラー（クリーズ）と腹心の2人ロン・ヴィッペンドロップことフォン・リッベントロップ（チャップマン）、レジナルド・ビムラーことヒムラー（ペイリン）がいた。ヒトラーはサマセットの選挙区に立候補しており、イギリスの国会議員になろうとしていた。
バカ歩き省（英: Ministry of Silly Walks）
第2シリーズ第1話。余りにも奇怪で大げさで無茶な歩き方「バカ歩き」をすることを推進する「バカ歩き省」という架空の省庁のネタ。バカな歩き方をする大臣をジョン・クリーズが演じた。
スペイン宗教裁判（英: Spanish Inquisition）
第2シリーズ第2話。真っ赤な服に身を包み理不尽な尋問をくりかえす宗教裁判官の3人の男たち（ペイリン、ジョーンズ、ギリアム）。番組内で「スペイン宗教裁判」というセリフが出てくるたびに登場、行き当たりばったりな言動でスケッチの流れを止めてしまい、共演者に呆れられてしまう。「我々の武器は驚愕、恐怖、つまり2つ。驚愕、恐怖、冷酷…つまり3つ！」などといったセリフが延々と続くくだりが有名である。最後のスタッフロールまでもがネタの一部として使われている。
スパム（『スパムの多い大衆食堂』とも）
第2シリーズ第12話。老夫婦がロンドン南部のブロムリーの大衆食堂で朝食を注文をしようとするが、全てのメニュー項目に大量のスパム(ソーセージ)が含まれていて（「卵とスパム」「スパムとスパム」…）、結果としてスパムを連呼して言うはめになるといった内容。なぜか客はヴァイキングだらけで、果てには意味もなくスパムをたたえる歌を歌いだす始末。
「スパムメール」の語源の一つとされる。
フィッシュ・スラッピング・ダンス（魚のハリセン・ダンス） (The Fish-Slapping Dance) 
第3シリーズ第2話。二人の男が運河のわきで向かい合い、軽快なBGMに合わせて片方の男（ペイリン）が小魚でもう片方をピシャピシャ叩くと、もう一方の男（クリーズ）は持っている大きな魚で、小魚を持っている男を思いっきり殴り、男は運河の中に落ちてしまう。30秒ほどしかない短いスケッチだが、絶大なビジュアルを持っており、第3シリーズの中でもトップの人気を誇っている。運河に落ちる男を演じたペイリンの一番のお気に入りスケッチ。
チーズ・ショップ
第3シリーズ第7話。クリーズ演じる男がチーズショップに入り、チーズを買おうとするが、店主（ペイリン）にどんなチーズの名前を言っても「ない」という。結局「この店にはチーズが全くない」ということがわかり、男は店主を撃ち殺す、という内容のスケッチ。第3シリーズの時点でやめることを考えていたクリーズのスケッチだが、このスケッチをメンバーの前で読んだところみんな爆笑した、という話が彼のこの番組についての一番の思い出になっているという。ちなみにこのスケッチも『死んだオウム』のようにメンバーの実体験がもとになっている。魚のハリセン・ダンスと並び第3シリーズを代表するスケッチ。
サイクル野郎危機一髪（英: Cycling Tour）
第3シリーズ第8話。北コーンウォール地方をサイクリング旅行していたピザー氏（マイケル）、彼の欠点はサイクリング中にフレームアウトするとズボンの裾（履いているのは短パン）が歯車に引っかかって転倒してしまうこと。そんな彼が「緊急時脱出機能付き食品」を開発していたガリバー氏（ジョーンズ）と旅先で知り合ったことをきっかけに、様々なトラブルに巻き込まれていつの間にかモスクワでKGBに追い回され命からがら逃げのびるまでを描いた長編スケッチ。この回は終始このスケッチだけという構成であった。
デニス・ムーア
第3シリーズ第11話。義賊ロビン・フッドのパロディー。義賊デニス・ムーア（クリーズ）はなぜか金目のものではなくルピナスの花を強奪しては貧しき者（ペイリン）に与えていたが、「何の役にもたたないルピナスを持ってくるなら、もっといいものを盗ってこい！」とキレられ、まともに富める者から金目のものを盗み、貧しき者に与えるようになる。しかし、それを続けるうちに二者の貧富が逆転。挿入歌のコーラスからも「貧しき者から奪い、富める者に与える、単なるバカ」と歌われた彼は、「富の再分配とは難しいものだ…」とつぶやく。
デニス・ムーアが愛馬コンコルドに乗って疾走する場面で繰り返し挿入される曲は、イギリスの民放ITVの番組『ロビン・フッドの冒険』のテーマソングの替え歌。

### 主なキャラクター
イッツマン
マイケル・ペイリンが演じるキャラクターで、番組の顔的存在。当初番組開始時に「It's Monty Python's Flying Circus!」というナレーションが行われていたが、このうち「It's!」を言うためだけに遥か彼方から海を渡ってきたり、地雷原や交通量の多い道路を死にそうになりながら横断してくる、ぼろぼろの服を着たみすぼらしい外見の老人。第1シリーズでは全ての回で最初と最後に登場し、番組をまとめてきた（基本的にはじめに遠くからやってきて喘ぐような声で「It's！」を言い、終わりにもとの方向へ去っていくパターン。なお、第7話ではオープニングのみの登場）。第2シリーズと第3シリーズではほとんどのオープニングに登場し（チラッと出てきて「It's!」と言うのみ）、第4シリーズ第4話のラスト、「で、それから…？」が最後のセリフとなった。第2シリーズ第9話ではアナウンサーとともにビキニ姿を披露している。自分がホストを務めるトークショーがある（第3シリーズ第2話）が、「イッツ…」と言ったとたんにオープニング・アニメがスタートしてしまい、ゲストのリンゴ・スターと女性歌手ルルが怒って出て行ってしまった。（モンティ・パイソン研究で名高い須田泰成は著書『モンティ・パイソン大全』の中で「It's!」を「はじまるよ！」と意訳している。）
アナウンサー
ジョン・クリーズが演じるキャラクターで、彼も番組の顔。イッツマンの直前に「And Now For Something Completely Different（では今からガラッと趣向の変わったものをお見せします）」と語り、それを受け、「It's!（それは…）」と続く。第3シリーズでは後ろの部分を削り、「And Now...（それでは…）」だけになっている。このセリフ自体は第1シリーズ第2話でアイドルが言ったのが最初だが、クリーズが第9話でアナウンサーとして言ったのち、第2、第3シリーズでほとんどの話に登場した（第2シリーズの第5話、彼が番組の司会をしようとして失敗し、「ウケなかった」と涙ぐむエピソードがある）。いつもBBCのデスクについているが、道端にいたり、海岸にいたり必ず違和感がある。映画『アンド・ナウ』ではペッパー・ポットたちに火あぶりにされていた。クリーズの参加しなかった第4シリーズ、第4話でアニメの類人猿がこのセリフを言った。
裸のオルガン奏者
初登場は第2シリーズ第5話「ブラックメイル」、番組の合間に唐突に登場しオルガンを弾く一発的キャラとしてデビューし、第11話『宗教のホンネ』にも登場した。第2シリーズではギリアムが演じていたが、映画『アンド・ナウ』でジョーンズ（第1シリーズの第4話、第2シリーズの第7話等で裸の演技をよく見せている）がこの役を奪い取り、第3シリーズではほとんどの回のオープニングに登場した。第7話ではタキシードで現れたが、手を振ると結局服が宙に消えた。第9話では演劇論を語ったりしていた。裸の楽団も存在する。
ペッパー・ポット
番組内にしょっちゅう登場し、キンキン声でしゃべりまくるオバサン。名前はその体型がずん胴なコショウビンに似ていることから。メンバーたちの母親（典型的な中流階級の中年女性）がモデルになっているという。テリー・ジョーンズが最も得意としている。
バイキング
主に第1シリーズ、第2シリーズに登場し、他の人物のセリフを一言だけ引き継いでしゃべったり、スケッチの合間に一瞬だけ登場し「それで？」と言ったりなど、基本的に意味のないキャラクター。第2シリーズ第12話、「スパムの多い大衆食堂」ではたくさん登場し、「スパム、スパム、スパム…」と大合唱をした。
また、番組内には、ジュリアス・シーザー（チャップマン）、ナポレオン（ジョーンズ）、リシュリュー（ペイリン）などバイキングに限らず歴史上の人物が脈絡なく登場することが多い。
軍人 (The Colonel (Monty Python)) 
第1シリーズ第4話にて「男の生きがいは…」というタイトルのスケッチに対して「軍のスローガンのパクリだ！」と出てきてスケッチを止めてしまうキャラとして登場。第8話でも同様の意味合いで登場した。演ずるチャップマンはこのような「権力を持つ者」の演技が上手く、番組内でも警官等に何度も扮している。
ガンビー
マイケル・ペイリンの十八番キャラクター。ゴム・ブーツをはき、頭にハンカチを載せた、丸いメガネにちょび髭の明らかに気の狂ったオッサン（英国の労働者階級のステロタイプ）で、いつも絶叫している。たくさん登場するが、全て名前は「ガンビー」で統一されている。初登場は第1シリーズ第9話でチャップマンが演じたものだが、その後第11話、第13話でほとんどのメンバーが演じ、第2シリーズでは第4話で司会（？）を5人で務めるなどあちこちに登場した。第3シリーズの第6話でも大挙して登場した。名前の由来は「ゴム・ブーツ」の略から。
チキンを持った甲冑男
第1シリーズ第2話で初登場し、寒いことを言ったキャラや「お呼びでない」キャラの頭に持っているチキンを叩き付ける甲冑をつけた男。スケッチを無理やり終わらせるために何度も登場した。第9話では出番がないことを知り、うなだれながら立ち去る。第2シリーズ以後、登場しなくなったが、第3シリーズの第10話で再登場を果たした。甲冑を着て演じなければならないためだれもやりたがらず、「困ったときには」とテリー・ギリアムが選ばれたという。
拍手する婦人団体
拍手する中年女性たちが写されたモノクロのフィルム。度々番組内に一瞬だけ挿入される。
16トンの重り
突然空から降ってきてキャラクターを押しつぶす16トンの重り。基本的にスケッチを無理やり終わらせるために登場する。第1シリーズ第4話、「フルーツ護身術」で初登場後、幾度となく姿を見せてきた。「強引なオチ」を意味する「16トン」の語源。同じような意味合いで、「巨大なカナヅチ」が登場することも多い。
にせマーガレット王女
第3シリーズ第4話、第7話、第13話などで登場した、キグルミのマーガレット王女で、長身のクリーズが演じる。彼女には「遊び人」「好きもの」等の風評があったため、パイソンズの格好の餌食となった。
ノーマン
第2シリーズ第1話の『恐怖のピラニア兄弟』に登場したアニメーションの巨大なハリネズミ。『ピラニア兄弟』のディンズデールを探して、第2シリーズのアニメの部分にちょくちょく登場した。
ルイジ・ヴェルコッティ
ペイリンが演じる。第1シリーズの第8話で兄弟のディーノとともに登場した後、何度か登場したマフィア風キャラ。頬に傷があり、いつもサングラスをかけ、タバコを吸っている。
レイモンド・ラグジュリー・ヤッチト
チャップマンが演じ、第2シリーズ第6,9話に登場。インタビュー番組に出演したときに、インタービュアーに「レイモンド・ラグジュリー・ヤッチト（レイモンドの豪華なヨット）」と紹介されると、「つづりはそうだが、読み方は『スロート・ウォブラー・マングローブ』なんだ」と言った。大きなつけ鼻をつけている。
エリック・プラリーン氏 (Mr Praline) 
クリーズが演じる。「死んだオウム」、「観賞魚の免許」等のスケッチに登場する、ジョン・クリーズの名物キャラクター。理屈っぽく堅苦しいしゃべり方をし、会話を停滞させる。初登場は第1シリーズ第6話の「ウィッゾー・チョコレート工場」で、ネーミングの由来は菓子のプラリネから。
アーサー・ピューティー氏
ペイリンが演じる。「結婚カウンセラー」、「バカ歩き省」、「討論教室」などに登場する、とても鈍く地味な中年男性。ピューティー氏が登場するときは、基本的にデスクを挟んでの会話で、会話の相手は何らかの権威を持った人物（主にクリーズ）である場合が多い。
ケン・シャビー
ペイリンが演じ、第1シリーズの第12話で初登場後、第2シリーズにも出演。ぼろぼろの服を着た、下品で不快な男。
バージャー氏
アイドルが演じる。第3シリーズ第6話の最後のスケッチで寒い芸風を披露した後、第9話でもスケッチに何度も割り込んだりしてきた脱力系キャラクター。服装などは典型的なスコットランド人のイメージである。最後は16トンの重りに潰されてしまった。名前は「アナグマ」の意。
ビグルス
チャップマンが演じる。第一次世界大戦時のパイロットで実在する人物であるが、チャップマンのモノマネでたびたび登場した。
司会者
ペイリンが演じる。赤いジャケットを着た安っぽいナイトクラブの司会者で、スケッチをリンクするのに度々用いられたキャラクター。これに限らず、ペイリンは番組内でしょちゅう「番組の司会者」役を演じている。

### スケッチの傾向
スケッチの台本制作は大まかには2つのライティング・チームである『クリーズ・チャップマン組』、『ペイリン・ジョーンズ組』、そして『アイドル単独』に分けられ、これにスケッチは書かない『ギリアムのアニメ』が加わりそれらを組み合わせることで一話の構成をなしている。台本の読み合わせ会議では、お互いが台本を読むタイミングや内容などを考慮しあう一種の駆け引きが行われ、お互いが自分のスケッチをよく見せようと攻防を繰り広げていたという。彼らは一見まとまりのないバラバラのスケッチに、アイデアを付け足して統一感をもたせ、それをギリアムのアニメでつないで番組を作り上げていた。
ケンブリッジ大卒でもあるクリーズ・チャップマン組はきっちりとした構成の中にバカバカしさを潜ませるものを得意とし、舞台設定としては机やカウンターを挟んで二人の男が会話する、といったものが多い。彼ら自身が軍人や医師といった権威の側に立っている役（しかし彼らの振る舞いがバカバカしく描かれる）として登場するものはほぼ彼らの作と見ていい。彼らの作品は対立構造をはっきりと描いており、登場人物が互いにセリフの応酬をぶつけ合う、言葉重視でロジカルなのが特徴である。
それと対照的なのがオックスフォード大卒のペイリン・ジョーンズ組の作りで、はっきりとバカバカしさを土台としたビジュアル重視の作りになっているものが多い。街の風景がパンする映画的な出だしのものや、一般的な家庭が舞台で、彼らがペッパーポットを演じていたりする場合は彼らの作の場合が多い。
オックスフォードとケンブリッジ、歴史的にも古いこの二つの大学の対比をOBでもある彼ら自身が醸しているともいえよう。ちなみにこの両校にはそれぞれ「オックスフォード・レビュー」と「ケンブリッジ・フットライツ」という歴史のあるコメディ・サークルが存在し、彼らをはじめとするイギリスを代表するコメディアンのほとんどが学生時代にここで腕を競い合い、後にコメディ業界へと身を投じている。
この二組と一線を画しているのがアイドル（ケンブリッジ大卒）の単独作で、自らも作曲をこなすアイドルらしく、意味なくミュージカル仕立てなものは彼の作と考えられる。しかし彼の真骨頂は言葉遊び(Word Play)の込められたスケッチで、演者が早口でまくしたてるものや映像にしにくいものを台詞として表現することで笑いにするものは彼の作と考えられる。とくに「映像にしにくい〜」タイプのものはまくしたてる台詞を見る側の想像力を喚起させる事でその表現の違和感を笑いにするといった、日本の落語でいう所の『頭山』のような不条理さを感じさせながら笑わせる秀逸なものが多い。シチュエーションとしては、ニュースキャスターや本の読み手といった、カメラに向かって語りかけるようなモノローグが多く、内容としてはしゃべっているうちに辻褄が合わなくなるものや、単純にダブル・ミーニングやアナグラム等を使ったワンライナー・ジョーク的なシンプルで短いものが多い。
唯一のアメリカ人でもあるギリアムの切り絵のストップモーション・アニメに関しては古い絵画や19世紀末頃の撮影と思われる様々な普通の人物の写っている写真、または自らの描いた絵を利用して、おかしな動きをさせたり、変なキャラクターと組み合わせたりしているものがほとんど。ペイリン・ジョーンズ組のスケッチすら日常の風景に即していながらバカバカしい要素を混ぜ込んでいるスタイルをとっているが、ギリアムのアニメはその日常そのものがなく、最初からバカバカしい不条理さ、異常な光景がさも当たり前のように存在している。また、彼のアニメは主にスケッチとスケッチの間のリンク（つなぎ）を担当しており、スケッチを流れよくまとめる上で重要な役割を果たしている。ギリアムは美術館の絵画や彫刻（著作権がないため使いやすかったという）、BBCにある資料を使い、それに効果音やメンバーの声を入れてアニメを制作していた。予算がないためアシスタントは雇えず、ギリアムは1話分のアニメをたった2週間で一人で作り上げていた。徹夜もしばしばだったという。

## 日本での展開

### 民放局での放送
東京12チャンネル（現：テレビ東京）のほか、関西地域などの放送局でも同時期に放送されていた。以下は、東京12チャンネルでの放送時期。
チャンネル泥棒!快感ギャグ番組!空飛ぶモンティ・パイソン
1976年4月9日 - 9月24日 東京12チャンネル（現：テレビ東京）（全25回）、毎週金曜日 22時 - 22時54分　（東京12チャンネルでは、1977年4月17日 - 9月24日 深夜1時台に再放送された）
吹き替えはモンティ・パイソンの項にある声優陣が担当し、この吹き替え版は伝説として語り継がれている。BBCでのオリジナル版の合間に、スーツやドレスで正装した日本独自の出演者（今野雄二、前田美波里、二瓶正也、立木リサ、天地総子）がグラスを傾けながらトークをする「モンティパイソン・パーティ」というスタジオ収録部分が組み込まれたり、タモリのテレビ初出演作として、サングラスではなく片目にアイパッチをつけて「四カ国マージャン」などの芸を披露するミニコーナーも挿入された。他にチャンバラトリオが出演。制作協力はテレビマンユニオン、構成は高平哲郎ほか。
オリジナルの『空飛ぶモンティ・パイソン』は30分番組であったため、実質上約半分弱の時間が日本オリジナル分である。
日曜ビッグスペシャル 第2部「地上最強のギャグ！モンティ・パイソン★爆笑決定版」
1976年9月12日 日曜日 21時00分 - 21時50分 東京12チャンネル
爆笑!チャンネル泥棒 モンティ・パイソン2
1977年1月9日 - 3月27日 東京12チャンネル（全11回）、毎週日曜日 22時 - 22時30分　（本放送以後、東京12チャンネルでは、放送時期は不明だが、日曜日の1時台や2時台に　再放送が（数回）あった可能性あり（おそらく1970年代終わり頃から1980年代初期、の深夜番組（「独占!おとなの時間」（山城新伍が司会の番組）や、後の、「サタデーナイトショー」（明石家さんまが司会の番組）などの放送後の時間帯に放送されていた）。
前年の放送と異なり時間枠が30分になったために「モンティパイソン・パーティ」を含む日本独自の企画コーナーはすべてカット。BBCオリジナルの色々な放送回でのスケッチを放送。番組中には今野雄二の出演の、スケッチやパイソン・メンバーの解説をするスタジオ収録部分が挿入されていた（番組最終回では、お馴染みの「足」のパネルが上から降りて来て今野雄二が潰された）。
特番！爆笑パニック モンティ・パイソン ～痛快ギャグ 傑作コント大特集～
1977年3月21日 11時00分 - 11時54分 東京12チャンネル
BBCオリジナルの色々な放送回でのスケッチを放送。番組中には今野雄二の出演の、スケッチやパイソン・メンバーの解説をするスタジオ収録部分が挿入されていた（今野雄二の解説部分は、この番組の為に収録されたもの）。

### NHKでの放送
空飛ぶモンティ・パイソン & MR.ビーンの大混乱
1996年5月29日 NHK衛星第2放送 23時 - 24時
「BSプライムタイム・コメディーの王様」という時間枠の中で、『空飛ぶモンティ・パイソン』はBBCの第29話を字幕スーパーにて丸々放送。
コメディー決定版 空飛ぶモンティ・パイソン
1998年9月4日 - 9月25日 NHK総合テレビジョン（全4回）、毎週金曜日 深夜0時30分 - 0時55分
BBCの『空飛ぶモンティ・パイソン』から第21話、28話、35話、37話を字幕スーパーにて放送。オリジナル版を若干カットしていた。
モンティ・パイソンズ・フライング・サーカス
1999年 - 2000年 NHK衛星第2放送、不定期 24時前後
BBCの『空飛ぶモンティ・パイソン』から第2～3シリーズを毎回3話ずつ字幕スーパーにて放送。前回総合で放送された4話は今回も同じ部分がカットされたままだった。

### ビデオソフト・配信
- ポニーキャニオンより1986年に景山民夫の監修で『空飛ぶモンティ・パイソン』のタイトルで、BBC放送での第2シリーズ（2話分がカットされている）、第3シリーズが収録されたVol.1～Vol.8が発売された。1992年にはBBC放送での第1シリーズ、第4シリーズが収録されたVol.9～Vol.14を発売した。他はすべて字幕版での発売だったがVol.8(第3シリーズ11～13話）のみ東京12チャンネル放送当時の吹替版の声優陣が約10年ぶりに集結して新しく録音した日本語吹替版（翻訳も新たに行われ同ビデオシリーズの監修を務めた景山に加えて当時の吹替の翻訳担当だった石川雄一郎も参加）で発売された[2]。販売価格は、ビデオテープ版で15,000円程度。レーザーディスクでも発売された。後にパッケージなどを一新した廉価版（3,800円程度）でのビデオテープでの発売もあった。後に、これらのビデオは契約関係などにより全て廃盤になってしまう。これ以降のメディアでは字幕はこれらのビデオと異なる新訳に変更されている。またVol.8の吹替版は後述のDVDBOXには収録されていない。
- ユニバーサルインターナショナルより1999年に『空飛ぶモンティ・パイソン』のタイトルで、第1シリーズVol.1～Vol.4、第2シリーズVol.1～Vol.4、第3シリーズVol.1～Vol.4、第4シリーズVol.1～Vol.2を発売。すべて字幕版のみ。
- ユニバーサルインターナショナルより2000年に『空飛ぶモンティ・パイソン』のDVD版をVol.1～Vol.7までの全7巻で発売、これに合わせてコレクターズボックスも発売された。音声は英語のみ収録。
- 2008年2月20日にソニー・ピクチャーズ エンタテインメントより、東京12チャンネル版の日本語吹き替え音声トラックを初収録したDVDセット『空飛ぶモンティ・パイソン 日本語吹替復活 DVD BOX』が発売された。東京12チャンネルでの放送当時はBBCオリジナル放送を放送回そのままに放送した訳ではなく、BBCオリジナル放送回の各スケッチを切り離してバラバラにつなげて放送していた事も多く[3]このDVDではスケッチ毎でも吹替の音声が欠損し原語音声に切り替わる箇所が頻発する。字幕においては歴代のパッケージの中では最も正確かつ当時のイギリス事情に明るくないものでも楽しめるような翻訳がなされている。なお、この日本語吹替音源はテレビ局に保管されていたものではなく、日本で放送された当時に結成されたファンクラブのいち会員が個人的に家庭用ビデオで録画をして所有していたものを元にしていることが同梱の小冊子に記されている。
  - 同じスケッチ内でも吹替音声の欠損がある理由は、テレビ放送での吹替版制作時にBBCオリジナル版とは違うBGM等を独自に差し替えた部分もあり、当時の資料等がなく使用したBGM等の使用許諾が取りづらいなどの理由により当時の吹替音声がカットされているため（BBCオリジナル版から差し替えられたBGMと吹き替えのセリフが重なっていた箇所は音源は使用されず、字幕表示となる）。また一部の場面は放送当時からカットされている場合もある。
- 2009年12月2日、放送開始から40年目を記念したボックスセット『空飛ぶモンティ・パイソン40thアニバーサリーBOX』が、ソニー・ピクチャーズ エンタテインメントから発売された。前回発売された上記の「日本語吹替復活DVD BOX」と異なり日本語吹替トラックは収録されない代わりに、関係者秘話や放送当時BBCにカットされた3分間の幻のシーン、ギリアムがオープニングアニメを解説するコンテンツなどが収録された特典ディスクと、ジョン・クリーズの至芸である「シリー・ウォーク」の人形が同梱される。
- 2011年にソニー・ピクチャーズエンタテインメントより全7巻のDVDが発売されている。吹替音声や特典映像などは未収録。2014年には7巻を2セットにまとめたソフトシェルも発売された。
- 2020年12月23日に、ツインより本シリーズ初のブルーレイ化となる『空飛ぶモンティ・パイソン コンプリートBru-ray BOX』が発売された。未公開シーンやインタビューなど多数の映像特典を収録するほか『日本語吹替復活DVD-BOX』以来の収録となる東京12チャンネル版吹替音声に加え、先述のポニーキャニオン版VHS/LDに収録された3話分の吹替音声を収録している（東京12チャンネル版は『日本語吹替復活DVD-BOX』と同じ素材が使われており、BGMの権利上の都合を理由に、同じ箇所の音声をカットしたまま収録している）。
- 2021年1月時点ではNetflixでの動画配信も行われていたが、2024年11月末日をもって関連する全ての配信は終了した。なお、配信されていたものは音声は英語のみで、日本語字幕はこれまでのすべてのソフトと異なる新訳になっていた。

## その他
- プログラミング言語のPython（パイソン）の名称は『空飛ぶモンティ・パイソン』にちなんで名付けられた。
- コンピュータゲーム「ウィザードリィ4　ワードナの逆襲」には、『空飛ぶモンティ・パイソン』のパロディが多数存在する。